# Villerstoren
De Villerstoren (of Cellebroerstoren en oorspronkelijk Sint-Jacobstoren) vormt, met de bijhorend courtine, een van de best bewaarde overblijfselen van de eerste omwalling van Brussel gebouwd aan het begin van de 13e eeuw. Sinds 30 maart 1962 zijn de restanten beschermd.
De extra-muroszijde is zichtbaar vanaf de binnenplaats van het Sint-Jorisinstituut gelegen op de Cellebroersstraat nr. 16 en de intra-muroskant is zichtbaar vanaf de Villersstraat.
De toren en weermuur werden in de loop der tijd volledig geïntegreerd in de aanpalende gebouwen. In 1893 werden ze “ontdekt”. Op dat moment maakten ze deel uit van een cabaret.
In 2018 stortte de courtine, die aan de toren grenst, over een lengte van 20 meter in op de binnenplaats van de school.